# Fernando de Eça
Fernando de Eça foi um militar português do século XVI.

## Biografia
D. Fernando de Eça era filho secundogénito de D. Pedro de Eça e de sua mulher Leonor Casco ou de Camões, filha de Aldonça Eanes de Camões.
Foi Cavaleiro da Ordem de Rodes, que abandonou, e Alcaide-Mor de Moura.
Serviu na Índia em 1528 como Capitão duma nau da Armada e, sofrendo uma grande tormenta, arribou a Moçambique. Em 1531 acompanhou o Governador Nuno da Cunha a Diu e esteve na tomada da Ilha dos Mortos e no ataque de Baçaim.
Casou com Guiomar Pacheco, filha de Pedro Homem e de sua mulher Violante Pacheco, sem geração. A 16 de Março de 1498 foi concedida Mercê aos filhos de Pedro Homem, Fidalgo da nossa Casa (de D. Manuel I de Portugal), já finado, do padrão de 305.000 reais de tença anual.